# Ołeh Taran
Ołeh Anatolijowycz Taran, ukr. Олег Анатолійович Таран, ros. Олег Анатольевич Таран, Oleg Anatoljewicz Taran (ur. 11 stycznia 1960 w Ordżonikidze, w obwodzie dniepropetrowskim) – ukraiński piłkarz, grający na pozycji napastnika, trener piłkarski.

## Kariera piłkarska

### Kariera klubowa
Wychowanek DJuSSz w Ordżonikidze (od 1969) oraz Internatu Sportowego w Kijowie (od 1973). Pierwszy trener N.A. Szarikow. W 1977 został przyjęty do zespołu juniorów Dynama Kijów, a następnie przesunięty do drużyny rezerw, skąd wkrótce przeszedł do pierwszego składu. W ciągu trzech sezonów rozegrał tylko 6 spotkań, dlatego w lipcu 1980 przeszedł do Czornomoreć Odessa. Następnie odbywał służbę wojskową najpierw w SKA Odessa, a potem w CSKA Moskwa. Po zakończeniu służby wojskowej w 1983 został piłkarzem Dnipra Dniepropetrowsk, w którym zdobył największych sukcesów. W 1989 przeszedł do Metałurha Zaporoże, a w 1990 został pierwszym radzieckim piłkarzem, który wyjechał występować do Maroka, gdzie bronił barw Wydadu Casablanca. W lipcu 1990 powrócił do Metałurha Zaporoże. Jeszcze dwa razy wyjeżdżał za granicę, gdzie bronił barw klubów Hapoel Cafririm Holon i Markaryds IF i zawsze wracał do Metałurha. W 1993 występował w amatorskiej drużynie Enerhija Nowa Kachowka, skąd wyjechał do niemieckiego TSV Ettlingen. W ostatnim sezonie 1994/95 łączył funkcję piłkarza i trenera w zespole Dnipra Dniepropetrowsk.

### Kariera reprezentacyjna
Jako piłkarz radzieckiej reprezentacji U-20 zdobył w 1977 brązowe medale Juniorskich Mistrzostw Europy, a w następnym 1978 złote medale. W 1979 zdobył wicemistrzostwo Świata z radziecką reprezentacją U-20 w Japonii.

## Kariera trenerska
Jeszcze będąc piłkarzem Dnipra Dniepropetrowsk wykonywał również funkcje asystenta trenera. W sierpniu 1997 otrzymał propozycję trenować Krywbas Krzywy Róg. W lipcu 2001 został zaproszony na stanowisko głównego trenera w klubie Metałurh Zaporoże. W latach 2002–2003 przeniósł się do zagranicy, gdzie pracował w czeskim klubie SFC Opawa, a potem w słowackim Slovan Bratysława. Od 2007 do 2009 ponownie prowadził Krywbas Krzywy Róg. 13 lipca 2012 ponownie objął stanowisko głównego trenera Krywbasu Krzywy Róg. Z drużyną zdobył wysokie 6. miejsce, ale 19 maja 2013 roku ze względu na niewyznaczoną sytuację finansową klubu podał się do dymisji. 28 października 2013 został ponownie wyznaczony na stanowisko głównego trenera Metałurha Zaporoże. 7 listopada 2014 podał się do dymisji. 7 czerwca 2018 po raz kolejny stał na czele "nowego" Metałurha Zaporoże, z którym pracował do 25 czerwca 2019

## Sukcesy i odznaczenia

### Sukcesy klubowe
- mistrz ZSRR: 1983
- mistrz Maroka: 1990
- wicemistrz ZSRR: 1987
- brązowy medalista Mistrzostw ZSRR: 1984, 1985
- zdobywca Pucharu Federacji Piłki Nożnej ZSRR: 1986
- brązowy medalista Mistrzostw Ukrainy: 1995

### Sukcesy reprezentacyjne
- mistrz Europy U-18: 1978
- wicemistrz Świata U-20: 1979
- brązowy medalista Mistrzostw Europy U-18: 1977

### Sukcesy trenerskie
- brązowy medalista Mistrzostw Ukrainy: 1999, 2000
- finalista Pucharu Ukrainy: 2000

### Sukcesy indywidualne
- wybrany do listy 33 najlepszych piłkarzy ZSRR: 1983
- najlepszy piłkarz Ukraińskiej SRR: 1983

### Odznaczenia
- tytuł Mistrza Sportu ZSRR: 1978